# Harvey Birdman, Attorney at Law
Harvey Birdman, Attorney at Law è una serie televisiva animata statunitense del 2000, creata e sceneggiata da Michael Ouweleen e Erik Richter.
Prima produzione animata per adulti di Cartoon Network Studios, la serie ruota attorno al Sebben & Sebben, uno studio legale composto principalmente da supereroi e altri personaggi apparsi nei precedenti cartoni della Hanna-Barbera, in particolare Birdman e il Galaxy Trio.
Nata come spin-off di Space Ghost Coast to Coast, la serie è stata trasmessa per la prima volta negli Stati Uniti su Cartoon Network il 30 dicembre 2000 e su Adult Swim dal 23 settembre 2001 al 22 luglio 2007, per un totale di 39 episodi ripartiti su quattro stagioni.
Un episodio speciale intitolato Harvey Birdman: Attorney General è andato in onda in anteprima il 15 ottobre 2018. Uno spin-off intitolato Birdgirl, è stato presentato in anteprima il 5 aprile 2021.

## Trama
La serie è basata sulle avventure dell'ex supereroe Harvey Birdman, personaggio della Hanna-Barbera proveniente dalla serie animata Birdman. Dopo 30 anni, Harvey lavora come avvocato per uno studio legale insieme ad altre star dei cartoni animati degli anni '60 e degli anni '70. Allo stesso modo, i clienti di Harvey sono composti principalmente da personaggi tratti da serie di cartoni animati Hanna-Barbera della stessa epoca. Molte delle nemesi di Birdman presenti nella vecchia serie a cartoni animati diventano avvocati, spesso rappresentando il lato opposto di un caso specifico.
Harvey di solito ricopre il ruolo di un avvocato della difesa criminale, anche se agirà come un litigante civile. La serie usa uno stile di commedia surrealista, con personaggi, oggetti e battute che vengono introdotti brevemente e raramente. Poiché la serie si basa in gran parte sui riferimenti della cultura popolare all'animazione classica, Harvey Birdman, Attorney at Law scava costantemente nella parodia, presentando anche clip di queste serie o scene create appositamente che imitano lo stile distintivo dell'animazione a cui si fa riferimento.

## Episodi
| Stagione         | Episodi | Prima TV USA | Prima TV Italia |
| ---------------- | ------- | ------------ | --------------- |
| Prima stagione   | 9       | 2000-2003    | inedita         |
| Seconda stagione | 11      | 2004         | inedita         |
| Terza stagione   | 12      | 2005         | inedita         |
| Quarta stagione  | 7       | 2006-2007    | inedita         |
| Speciali         | 1       | 2018         | inedito         |

## Personaggi e doppiatori

### Personaggi principali

Harvey Birdman e il suo alleato Avenger

- Harvey Birdman e il suo alleato AvengerHarvey Birdman (stagioni 1-4), doppiato da Gary Cole.

Un supereroe degli anni 60. Ottiene i suoi poteri dalla luce solare e si indebolisce se rimane al buio per troppo tempo. Può volare e ha la capacità di creare scudi con la luce e di sparare raggi di energia dai suoi pugni. Dopo aver abbandonato la sua vita da supereroe ha deciso di lavorare per la Sebben & Sebben, uno studio legale. Ha due grandi ali che gli crescono dalla sua schiena, ereditate geneticamente da suo padre.
- Phil Ken Sebben (stagioni 1-4), doppiato da Stephen Colbert.

Il presidente squilibrato e co-fondatore della Sebben & Sebben. Ha i capelli biondi, una benda sull'occhio e un abito scuro. Ha co-fondato l'azienda con suo fratello gemello Bill all'età di ventisei anni. Ha l'abitudine di ridere ogni volta che allude ad un doppio senso o un non sequitur seguito da una breve battuta. Ha diversi problemi di vista ed è implicito che è cieco nell'occhio non coperto dalla benda.
- Peanut (stagioni 1-4), doppiato da Thomas Allen.

Modellato sul personaggio di Birdboy, è stato assunto da Harvey come suo impiegato legale. A differenza di Birdman, i suoi poteri non sono di natura biologica; utilizza infatti delle ali meccaniche e il suo scudo e i raggi di energia provengono da "fasce di potenza" presenti sui suoi polsi. Nella maggior parte dei casi, si comporta in modo freddo e calcolato, spesso in estremo contrasto con ciò che accade intorno a lui. Indossa un maglione rosa e verde e spesso parla in tono sommesso e sussurrato. Ha una rivalità in corso con Avenger. Parla giapponese, spagnolo e francese.
- Mentok the Mindtaker (stagioni 1-4), doppiato da John Michael Higgins.
- Peter Potamus (stagioni 1-4), doppiato da Chris Edgerly.
- X l'eliminatore (stagioni 1-4), doppiato da Peter MacNicol.
- Avenger (stagioni 1-4), doppiato da Erik Richter.

### Personaggi secondari
- Capo Apache (stagioni 1-4), doppiato da Maurice LaMarche.
- Debbie (stagioni 1-4), doppiata da Grey DeLisle.
- Birdgirl (stagioni 3-4), doppiata da Paget Brewster.
- Black Vulcan (stagioni 1-4), doppiato da Phil LaMarr.
- Antonio de Rivera Garcia Azul Falcóne (stagioni 1-4), doppiato da Maurice LaMarche.
- Evelyn Spyro Throckmorton (stagioni 1-3), doppiato da Michael McKean.
- Giudice Hiram Mightor (stagioni 1-4), doppiato da Gary Cole.
- Orso (stagioni 1-4), doppiato da Matt Peccini.
- Vulturo (stagioni 1-4), doppiato da Neil Ross.
- Frederick Joseph "Fred" Flinstone (stagioni 1-3), doppiato da Maurice LaMarche.
- Zardo (stagioni 3-4), doppiato da John Michael Higgins.

## Produzione

### Ideazione e sviluppo

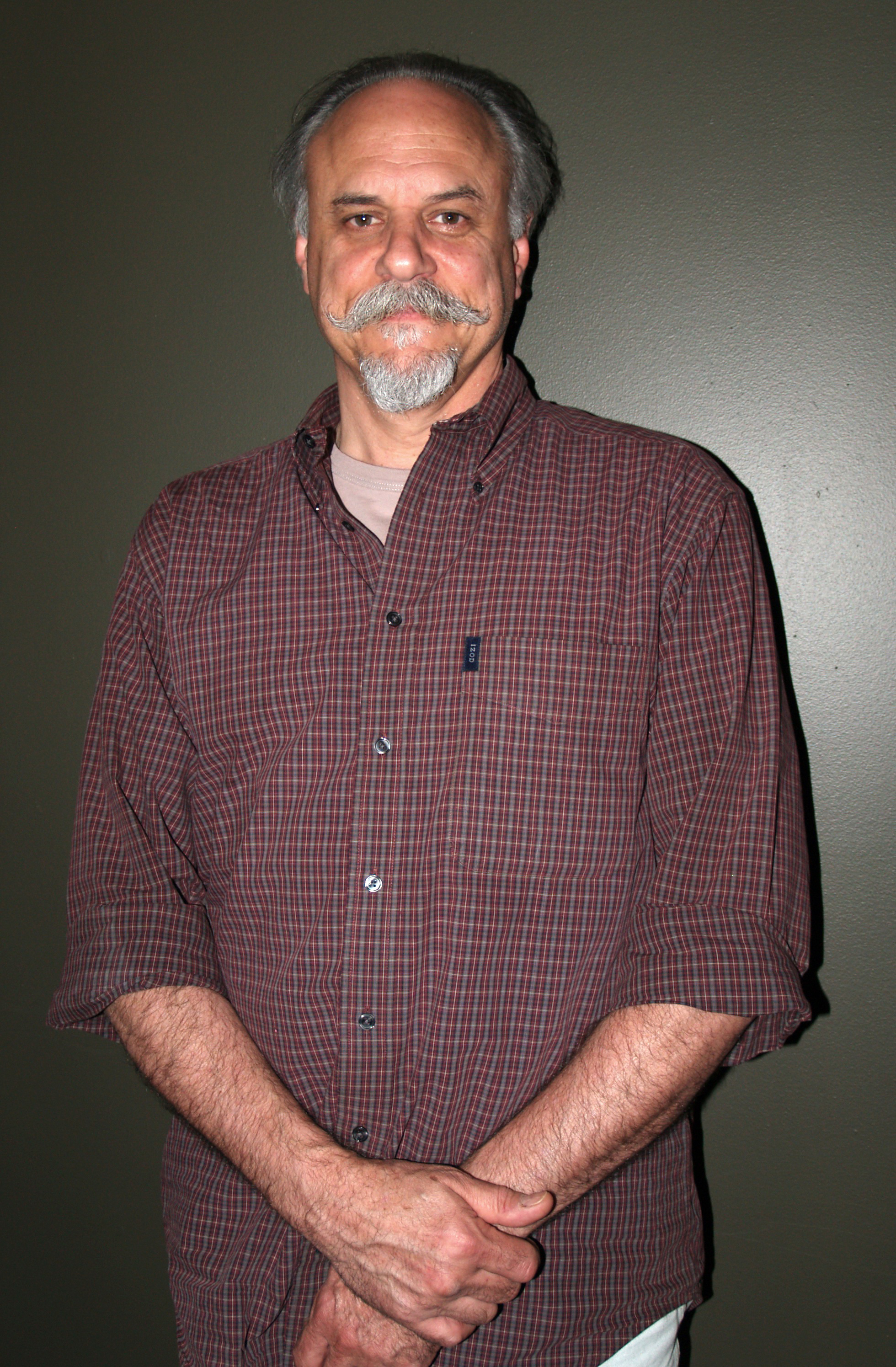
J.J. Sedelmaier ha diretto l'episodio pilota, oltre ad averlo prodotto assieme alla sua azienda J. J. Sedelmaier Productions

La serie è stata creata da Michael Ouweleen ed Erik Richter, originariamente scrittori di Space Ghost Coast to Coast, dove il protagonista Harvey Birdman ha fatto la sua prima comparsa in una serie animata per adulti. Anche se la prima stagione è stata animata con inchiostro e pittura digitale, tutte le altre stagioni sono state animate utilizzando Adobe After Effects. Il motivo principale del cambiamento è dovuto allo studio di animazione che stava avendo difficoltà a mantenere il ritmo veloce con la produzione degli episodi, rallentando di conseguenza la produzione dei nuovi a causa dei ripetuti tentativi di ripresa. Animando gli episodi successivi ai Turner Studios di Atlanta con Adobe Flash, non solo gli episodi sono stati elaborati e corretti più rapidamente, ma i costi di produzione erano molto più bassi.

### Revival
Nel 2017 il vicepresidente esecutivo della rete Mike Lazzo ha offerto a Ouweleen l'opportunità di produrre un episodio speciale durante una telefonata casuale. A Ouweleen è stata data l'idea per il concept iniziale quando il suo capo, Christina Miller, gli ha consigliato il titolo Harvey Birdman: Attorney General. L'animazione è stata realizzata da Awesome Inc, una società di animazione con sede ad Atlanta. Sono stati coinvolti anche diversi animatori chiave della serie originale. Lo special vede Phil Ken Sebben che scopre improvvisamente di essere il presidente degli Stati Uniti, senza avere alcun ricordo di essere stato eletto. Decide di nominare Harvey Birdman, il suo ghostwriter per vari libri, come procuratore generale per aiutarlo a essere rimosso dall'incarico. Harvey Birdman: Attorney General è stato trasmesso in live streaming e pubblicato sul sito web di Adult Swim il 12 ottobre 2018, e successivamente ha fatto il suo debutto televisivo ufficiale su Adult Swim il 15 ottobre 2018.
È stato scritto da Ouweleen e Richter e diretto da Richard Ferguson-Hull, che ha diretto la maggior parte degli episodi della serie originale. La trama dell'episodio funge da vago parallelo con Donald Trump e la sua amministrazione come Presidente degli Stati Uniti e si concentra maggiormente sui personaggi principali, al contrario della serie originale in cui gli episodi si concentrano generalmente sui personaggi classici di Hanna-Barbera. Richter ha affermato che questo è dovuto in parte perché adoravano il cast principale e non sentivano di aver bisogno di molti personaggi di Hanna-Barbera. Diversi personaggi di Hanna-Barbera fanno dei cameo di sfondo, un elemento comune della serie originale. I principali membri del cast della serie originale sono tornati per riprendere i rispettivi ruoli in Harvey Birdman: Attorney General. Secondo quanto riferito, il cast era molto entusiasta del progetto ed è stato in grado di tornare immediatamente nel personaggio. Il processo di registrazione vocale ha richiesto un solo giorno per essere completato.

### Musiche
La sigla è una versione modificata della canzone Slow Moody Blues, scritta da Reg Tilsley. Altre canzoni degne di nota utilizzate nella serie includono It Is Such A Good Night di Charlie Steinman e una versione senza testo di La Mia Mania di Gianni Morandi, suonata da Gastone Parigi.

## Distribuzione

### Trasmissione internazionale
- 30 dicembre 2000 negli Stati Uniti d'America su Cartoon Network e dal 2 settembre 2001 su Adult Swim;
- ottobre 2002 nel Regno Unito su CNX;[8]
- 7 marzo 2003 in Canada su Teletoon at Night;[9]
- 7 ottobre 2005 in America Latina su Adult Swim;[10]
- maggio 2007 in Spagna su TNT;[11]
- 20 giugno 2007 in Russia su 2x2;
- 2011 in Francia su Adult Swim;[12]
- In Australia su Adult Swim:
- In Nuova Zelanda su Adult Swim.

### Edizioni home video
Ogni DVD ha la forma di un libro di legge. La box art di ogni stagione è identica con la differenza che cambia il colore di sfondo (il volume uno è marrone porpora, il volume due è blu e il volume tre è nero). Anche la piccola immagine accanto al titolo e il titolo stesso appaiono diversi. Nell'aprile 2005, Adult Swim ha organizzato il concorso "Do Our Work For Us" per la prima stagione di Harvey Birdman in DVD. L'obiettivo del concorso era chiedere agli spettatori di realizzare il proprio spot promozionale creato dai fan per il DVD successivo.
| Volume         | Episodi | Edizione originale |
| -------------- | ------- | ------------------ |
| Primo volume   | 13      | 12 aprile 2005     |
| Secondo volume | 13      | 10 ottobre 2006    |
| Terzo volume   | 13      | 24 luglio 2007     |

## Accoglienza
Harvey Birdman, Attorney Law è arrivata al 91º posto nella classifica della miglior serie animata secondo IGN. La serie è stata paragonata a Space Ghost Coast to Coast, altra serie di Adult Swim basata su un vecchio cartone animato della Hanna-Barbera, descritta come una serie intelligente.

## Videogiochi
Un videogioco basato sulla serie è stato distribuito per PlayStation 2, Wii e PlayStation Portable. Sviluppato da High Voltage Software e pubblicato da Capcom, Harvey Birdman: Attorney at Law presenta meccaniche di gioco simili alla serie Ace Attorney di Capcom. È stato pubblicato l'8 gennaio 2008 e include cinque casi giudiziari interattivi.